# Climategate
Climategate (eller klimaskandalen) er navnet på en hændelse i november 2009, hvor hackere offentliggjorde e-mails, de havde fået fat i ved hacking af klimaforskningsinstitutet CRU ved University of East Anglia i Storbritannien. De e-mails indeholder udsagn, der kunne opfattes som om instituttet har mørklagt, og i nogle tilfælde manipuleret data i forberedelsen af den såkaldte hockeystavkurve, der var central i især FN's klimarapport i 2001 og ofte bruges som bevis for, at mennesker har forårsaget den global opvarmning. De førende forskere mener dog, at udtalelserne er taget ud af kontekst, og at de er offentliggjort af modstandere for at svække FN's klimakonference i København i 2009.
2. december 2009 meddelte instituttets direktør Phil Jones, at han trådte tilbage indtil videre, da universitetet har besluttet at indlede en undersøgelse af hans adfærd.